# Hombres de honor (película)
Hombres de honor (título original: Men of Honor) es una película estadounidense del año 2000, dirigida por George Tillman Jr., con Robert De Niro, Cuba Gooding Jr., David Conrad y Charlize Theron en los roles principales.
La película está basada en hechos reales de la vida de Carl Brashear.

## Sinopsis
Carl Brashear nació en Kentucky (alrededor de 1931), en el seno de una familia de campesinos afroamericanos, cuyas vidas han estado fuertemente marcadas por el racismo. Mac, el padre de Carl, le enseña desde muy pequeño a valorar la perseverancia, y a vencer los obstáculos que los demás le impongan a sus sueños.
Tan pronto cumple la edad necesaria, Carl entra en la Armada, pero por ser negro le relegan a la cocina, aunque en una oportunidad logra impresionar a un capitán con sus habilidades para nadar, por lo que es ascendido en el barco a socorrista acuático, un trabajo para blancos, lo que lo convence de buscar nuevos horizontes dentro de la Armada.
Un par de años después, cuando el presidente Harry S. Truman acaba con la separación racial en las Fuerzas Armadas, Carl ingresa en el programa de entrenamiento para el cuerpo de élite de buzos, convirtiéndose así en el primer afroamericano en hacerlo. La constante oposición de sus compañeros y en particular del instructor del programa, Billy Sunday, un hombre amargado, alcohólico y racista, se encargan de hacerle la vida absolutamente miserable en la escuela de buzos. Sin embargo las lecciones de su padre y en concreto su fuerza de voluntad y perseverancia no dejan que el racismo que inundaba la Armada en la época del filme manche su honor. Por su trabajo duro en los complejos entrenamientos submarinistas Brashear deja clara su valía ante su instructor, que con rudeza y complicidad apoya a su mejor buzo para que se haga un lugar en la Armada.
De esa manera lo consigue y hace carrera en la marina. Con el tiempo asciende con la meta final de ser luego jefe-mayor en la marina. La gran oportunidad para ello se le presenta en la búsqueda de las bombas nucleares perdidas en el Incidente de Palomares en una carrera contra-reloj para encontrarlas antes que los soviéticos. Sin embargo sufre un accidente. Mientras la cabeza nuclear es izada, una de las cadenas se rompe y Brashear, salvando la vida a dos marineros, sufre un accidente que le destroza la pierna izquierda entre la rodilla y el pie. Es en ese momento cuando queda patente la colaboración entre iguales de los dos mejores buzos de la Armada estadounidense.
El título de la película refleja el espíritu de superación de Carl Brashear, que, con mucho esfuerzo y la ayuda de su antiguo instructor y ahora amigo, Billy Sunday, vuelve a caminar con una prótesis en la pierna izquierda. Se enfrenta a nuevas pruebas de acceso, puesto que hay interés especial en que él no pueda volver a ser buzo, pero su valor es tan fuerte que consigue superar las pruebas ante el tribunal, y vuelve a la marina de guerra estadounidense, de donde nunca quiso salir. Así se vuelve en el primer buzo que jamás volvió otra vez al servicio activo en los Estados Unidos. Y después de algunos años de servicio activo también se convierte en el primer afroamericano en ser jefe-mayor en la marina con gran orgullo.

## Reparto
- Robert De Niro como el instructor de Brashear, Billy Sunday.
- Cuba Gooding, Jr. como Carl Brashear.
- Chris Warren Jr. como Joven Carl Brashear
- Charlize Theron como Gwen Sunday, la esposa de Sunday.
- Aunjanue Ellis como Joe Brashear, esposa de Carl Brashear
- Hal Holbrook como Sr. Pappy
- Michael Rapaport como GM1 Snowhill
- Powers Boothe como Capitán Pullman
- David Keith como Capitán Hartigan
- Holt McCallany como MM1 Dylan Rourke
- David Conrad como Teniente/ Comandante/ Capitán Hanks
- Joshua Leonard como PO2 Timothy Douglas Isert
- Carl Lumbly como Mac Brashear, padre de Carl Brashear
- Lonette McKee como Ella Brashear, madre de Carl Brashear
- Glynn Turman como Floyd
- Joshua Feinman como DuBoyce
- Richard Radecki como Jefe de Popa
- Dennis Troutman como Boots

## Producción
El rodaje de la película se hizo en los estados norteamericanos de Washington, Oregón y California. Cabe también destacar que la biblioteca a la que Carl Brashear va a estudiar en el filme es una biblioteca real construida en Portland, Oregon.